# Ammoniumsulfat
Ammoniumsulfat (E 517) ist eine chemische Verbindung aus der Gruppe der Salze, das bei der Reaktion von Ammoniak mit Schwefelsäure gebildet wird. Ein nahe verwandtes Salz ist Ammoniumhydrogensulfat.

## Vorkommen
In der Natur ist Ammoniumsulfat als seltenes Mineral unter dem Namen Mascagnin bekannt.

## Eigenschaften
Ammoniumsulfat ist zwar wenig hygroskopisch, aber gut in Wasser löslich. Die wässrigen Lösungen reagieren schwach sauer. Wie viele Ammoniumsalze kann es mit Natriumnitrit oder Kaliumnitrit schon bei Raumtemperatur unter Flammenbildung oder sogar explosionsartig reagieren.

## Gewinnung und Darstellung
Ammoniumsulfat wird immer gebildet, wenn gasförmiges, in Wasser oder anderen Lösungsmitteln gelöstes Ammoniak mit Lösungen von Schwefelsäure in Kontakt kommt. Das ist z. B. der Fall, wenn bei der Herstellung von Stadtgas durch Kohlevergasung das ammoniakhaltige Rohgas einer Gaswäsche mit verdünnter Schwefelsäure unterzogen wird um das als Düngemittel wertvolle Ammoniumsulfat zu bilden.
{\displaystyle {\ce {H2SO4 + 2 NH3 -> (NH4)2SO4}}}
Industriell relevant ist die Produktion von Ammoniumsulfat bei der Herstellung von Caprolactam, da dieses als Koppelprodukt anfällt.
Auch andere ungewöhnliche Umsetzungen wurden entwickelt, um aus den einfachen, billigen Ausgangs- oder Abfallprodukten Ammoniak, Kohlenstoffdioxid und Wasser mit Hilfe von Gips das wertvolle Ammoniumsulfat herzustellen.
{\displaystyle {\ce {CaSO4 + 2 NH3 + CO2 + H2O -> (NH4)2SO4 + CaCO3}}}

## Verwendung

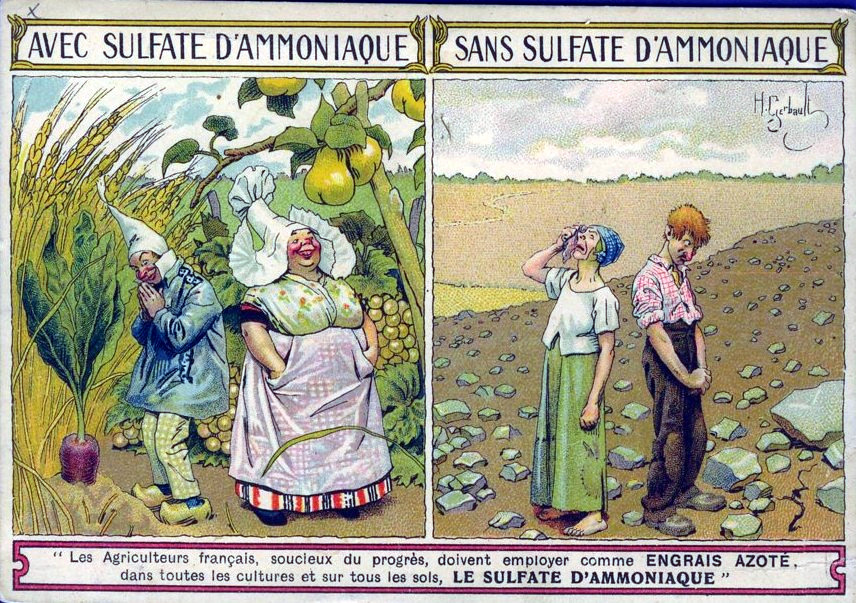
Die unglaubliche Wirkung von Ammoniumsulfat

Ammoniumsulfat ist ein wichtiger Düngemittelzusatzstoff. In biologischen Kläranlagen dient es als ein Bestandteil von Nährstoffmischungen für die Mikroorganismenkulturen.
In der chemischen Industrie dient es unter anderem als Fällungsmittel für Proteine, als Flotationsmittel und zur Herstellung von Feuerlöschpulver und Flammschutzmitteln. Die Lederindustrie verwendet es für Beizen, die Papierindustrie für schwer entflammbare Papiere.
In der Biochemie wird Ammoniumsulfat zum Aussalzen von Proteinen (Ammoniumsulfat-Fällung) verwendet. Daneben werden Zellen und Gewebe zum Schutz der RNA vor Degradation in einer gesättigten Ammoniumsulfat-Lösung konserviert.
Ammoniumsulfat wird auch Lebensmitteln als Trägersubstanz für andere Zusatzstoffe zugesetzt. In der EU ist es als Lebensmittelzusatzstoff der Nummer E 517 ausschließlich als Trägerstoff bzw. Trägerlösemittel zugelassen.
In der Weinherstellung setzt man Ammoniumsulfat als Bestandteil von Nährsalzmischungen für Hefen ein, vor allem um deren Zellvermehrung während der Gärung zu begünstigen.